# Schlacht von Lize
Lize – Guiling – Maling – Changping
Die Schlacht von Lize wurde zwischen den Staaten Wu und Yue in der Zeit der streitenden Reiche ausgetragen. Über den Verlauf der Schlacht, welche das Reich Wu eindeutig verlor, ist wenig bekannt. Der Gebietsgewinn von Yue war jedoch so groß, dass von einer Vernichtung Wus gesprochen werden kann. 